# Champagne Jacquesson & Fils
Pour les articles homonymes, voir Jacquesson.

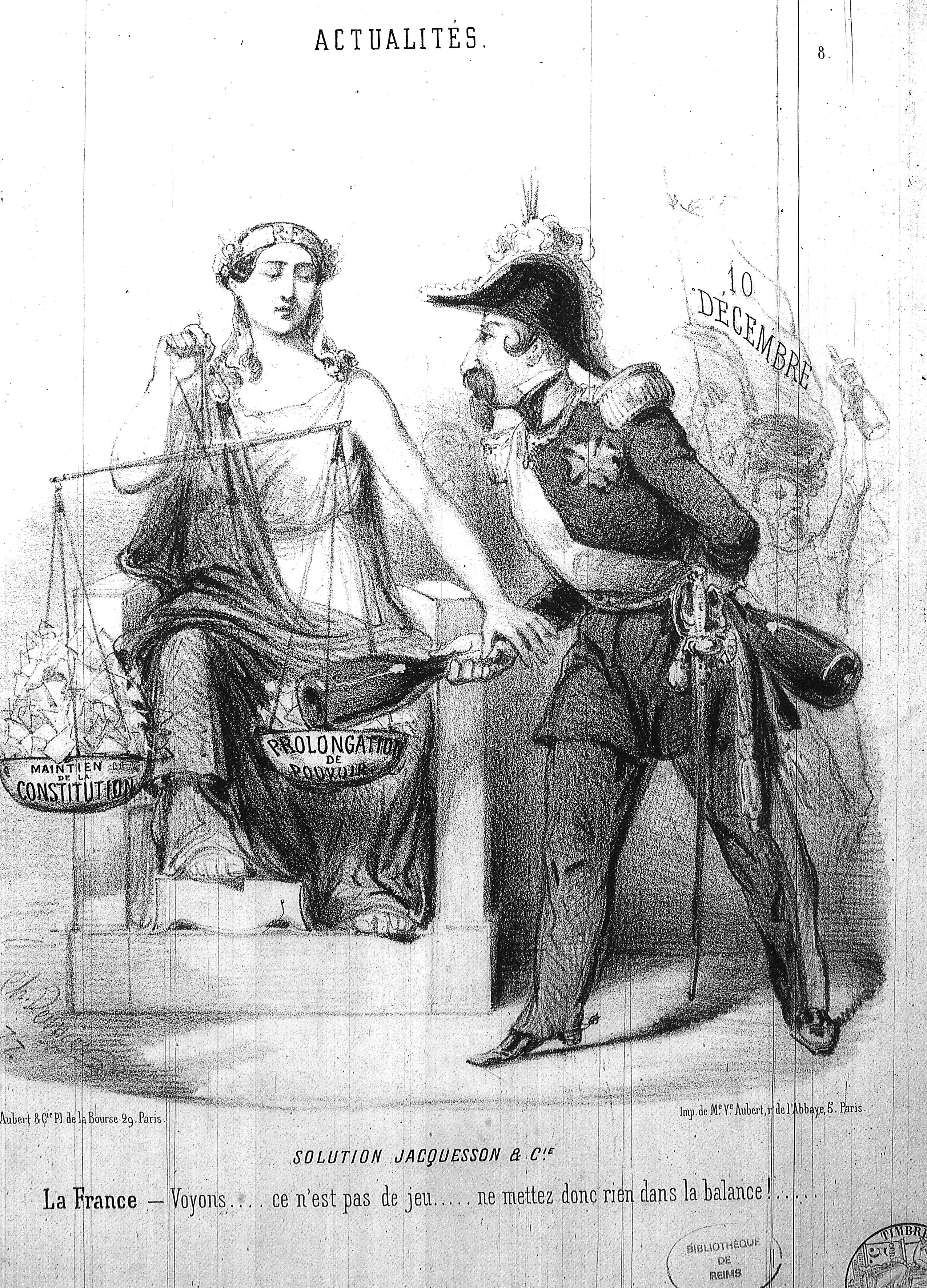
Napoléon III utilisant le champagne Jacquesson.

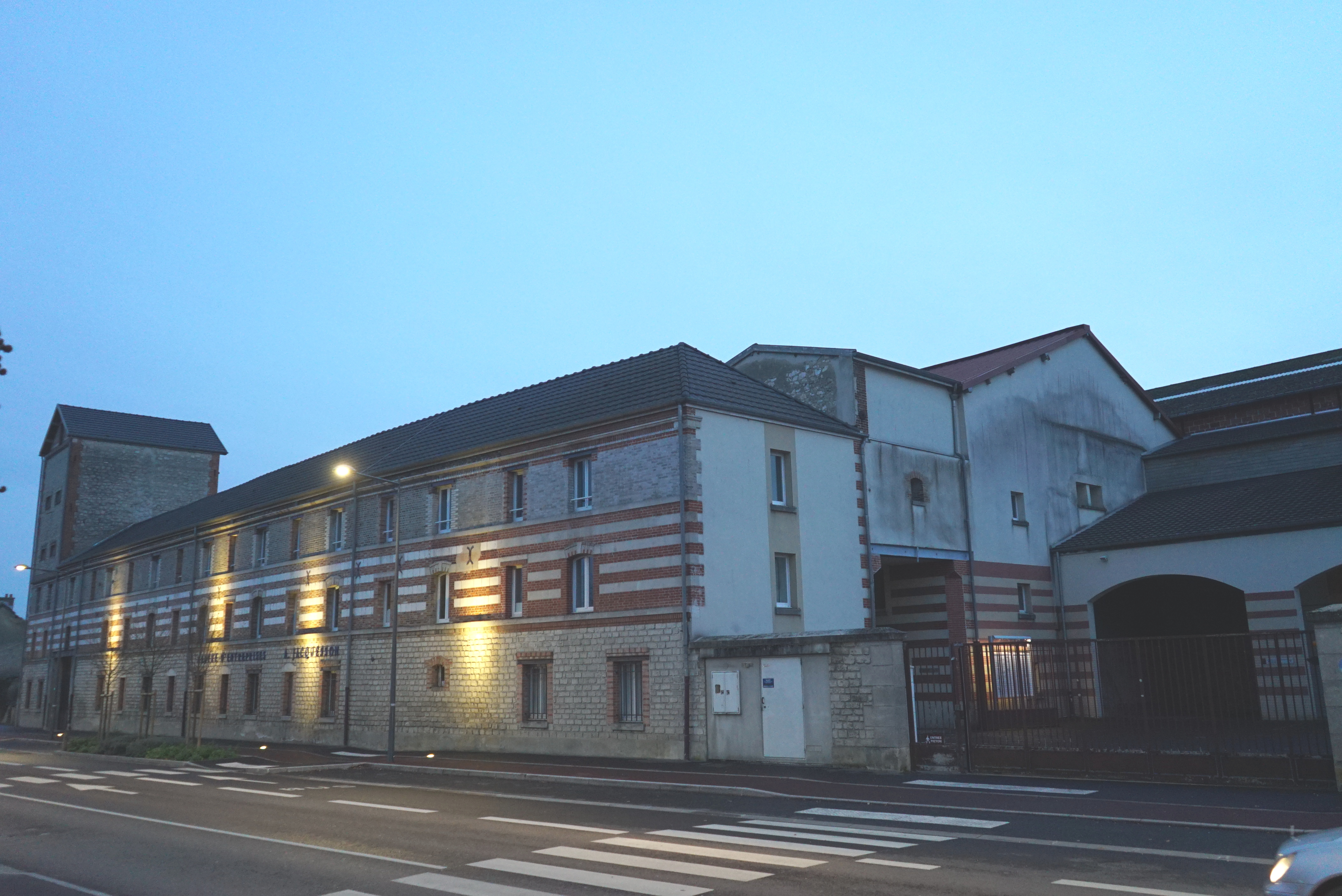
Entreprise Jacquesson, anciens bâtiments de Châlons.

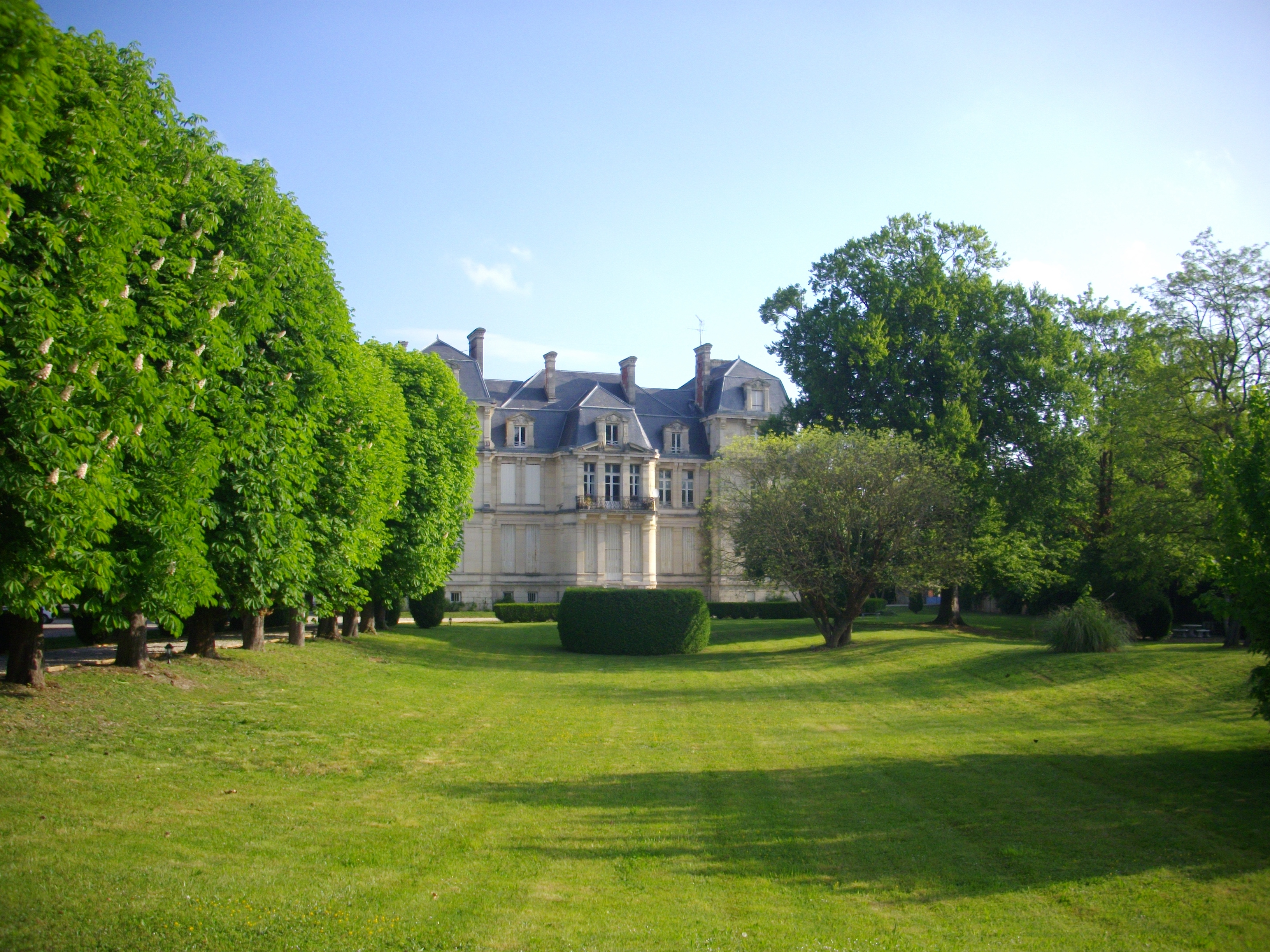
Château Jacquesson.

Champagne Jacquesson & Fils est une maison de champagne basée à Dizy, dans la région de Champagne. Fondée à Châlons-sur-Marne en 1798 par Claude et Memmie Jacquesson, Jacquesson & Fils se revendique comme la plus ancienne maison de champagne indépendante.

## Histoire
À la fin du XVIIIe siècle, les associés achètent une parcelle, provenant des hôpitaux de Châlons. Ils font creuser des caves qui s'enfoncent dans la colline du mont Saint-Michel, tout étant de plain-pied avec la vallée de la Marne et font ériger le Château Jacquesson de l'autre côté de la rue de Paris. Ils installent leur maison qui se développe rapidement en France et en Europe.
La maison Jacquesson acquiert une grande renommée à la faveur d'une rumeur voulant que le champagne Jacquesson fut le préféré de Napoléon Ier, qui lui décerna une médaille d'or pour la qualité de ses caves. En 1829, elle absorbe la maison de champagne Juglar. En 1832, la maison change de nom et devient « Jacquesson & Fils », Adolphe - le fils de Memmie - ayant rejoint l'entreprise. Memmie Jacquesson décède le 16 février 1835.
Adolphe Jacquesson développe la maison, améliore les techniques de champagnisation en compagnie de Jules Guyot. En 1844, la maison Jacquesson dépose le brevet du muselet.
En 1867, les ventes annuels de bouteilles de la maison Jacquesson atteignent le million de cols. Mais, dans les années 1860, les décès des deux fils d'Adolphe Jacquesson (âgés d'une vingtaine d'années) et d'Adolphe Jacquesson lui-même, allaient marquer le début du déclin, provisoire, de la maison. En 1873, l'entreprise et les biens d'Adolphe sont placés sous la responsabilité de trois notables dont Eugène Juglar, fils de François Félix Juglar. Trois vendanges plus tard, Adolphe meurt à soixante-quinze ans, dans l'appartement parisien de son neveu Paul Krug. Krug dont il avait naguère embauché le père, Johann-Joseph Krug comme chef de cave avant que celui-ci ne fonde sa propre affaire à Reims, le Champagne Krug.
La maison changera plusieurs fois de mains au cours des décennies qui suivirent. En 1925, elle est rachetée par Léon de Tassigny, un grand courtier champenois. Il rachète onze hectares de vignes dans les grands crus d'Avize et d'Oiry. En 1974, Jacquesson & Fils est rachetée par Jean Chiquet,.
Elle est aujourd'hui dirigée par ses fils Jean-Hervé et Laurent Chiquet. Les méthodes de champagnisation de la maison ont évolué, la maison produit désormais du champagne biologique, la fermentation s'effectue dans des tonneaux en chêne. La maison fait l'acquisition de nouveaux vignobles mais la production reste volontairement limitée à environ 350 000 bouteilles par an. "Le Classement" (Les Meilleurs Vin de France) attribue à la maison trois étoiles (*** sur un maximum de trois) dans son édition 2010.
Les vignobles Jacquesson sont situés dans les villages classés grand cru d'Aÿ, d'Avize et d'Oiry et dans les villages classés premier cru de Dizy, d'Hautvillers et de Mareuil-sur-Aÿ, avec environ 15 % du raisin issu de vignerons présents dans ces villages mais également dans le village de Chouilly, classé grand cru, et dans celui de Cumières, classé premier Cru.
En décembre 2022, François Pinault, via son entreprise Artémis, rachète à 100% la maison de champagne Jacquesson,.